# Poussières sédimentables
 (octobre 2017).
Si vous disposez d'ouvrages ou d'articles de référence ou si vous connaissez des sites web de qualité traitant du thème abordé ici, merci de compléter l'article en donnant les références utiles à sa vérifiabilité et en les liant à la section « Notes et références ».
Pour les articles homonymes, voir Poussière (homonymie).
Par opposition aux particules en suspension qui ont dans l'air une vitesse de chute négligeable, on définit les poussières sédimentables (P. Sèd) comme de plus grosses particules qui retombent spontanément par gravité.
Elles constituent une nuisance à l'échelle locale.
En absence de précipitation qui peut contribuer au lessivage de l'atmosphère et accentuer le phénomène de sédimentation, la turbulence de l'atmosphère dans les basses couches est un facteur de premier ordre pour la sédimentation des particules. En absence de turbulence et par très vent faible, la nuit par exemple, le diamètre aérodynamique des particules qui sédimentent débute vers 5 ou 10 micromètres. En cours de journée, lorsque la turbulence est établie et le vent supérieur à 1 m/s on constate que les diamètres aérodynamiques des particules qui sédimentent sont nettement plus importants. Schématiquement selon leur forme et leur densité, on peut considérer que les poussières sédimentables en cours de journée, auront ainsi un diamètre aérodynamique (ou diamètre aéraulique) supérieur à 50 ou 100 micromètres.

## Mesures
La métrologie des poussières sédimentables s'exprime en mg/m²/jour, ce n'est donc pas une concentration, mais un flux de matière par unité de temps. Elle s'effectue avec des jauges Owen ou avec des jauges Hibernia. Ces systèmes effectuent un prélèvement sur une période de 1 mois.
Il existe des dispositifs de prélèvement et de mesure en continu. Ces dispositifs permettent de séparer automatiquement les dépôts par temps sec des dépôts par temps de pluie. La pesée en continu des dépôts secs apporte des renseignements très intéressants concernant la sédimentation des particules. On constate en effet que les particules s'accumulent dans le sillage sous le vent des obstacles, à l'image des congères de neige que l'on voit s'accumuler dans les endroits abrités du vent. On constate aussi que la capture des particules diminue très fortement lorsque le dispositif de collecte est exposé à un vent dépassant 5 à 10 m/s. Pour cette raison, il est recommandé d'éviter d'exposer les systèmes de prélèvement à un vent soutenu, mais de placer le dispositif à l'intérieur de la couche limite du sol en l'éloignant toutefois de 2 à 3 fois la hauteur des plus proches obstacles. On peut voir les résultats de mesure en continu des dépôts de particules publiés sur le site du  groupe de travail du Secrétariat Permanent pour la prévention des Pollutions industrielles de la ville de Dunkerque.
D'autres dispositifs moins précis et moins fiables peuvent être utilisés tels les Plaquettes DIEM.

### En France
En France, les mesures des retombées de poussières s’appuient sur la norme NF X43-014.